# کباب چنجه

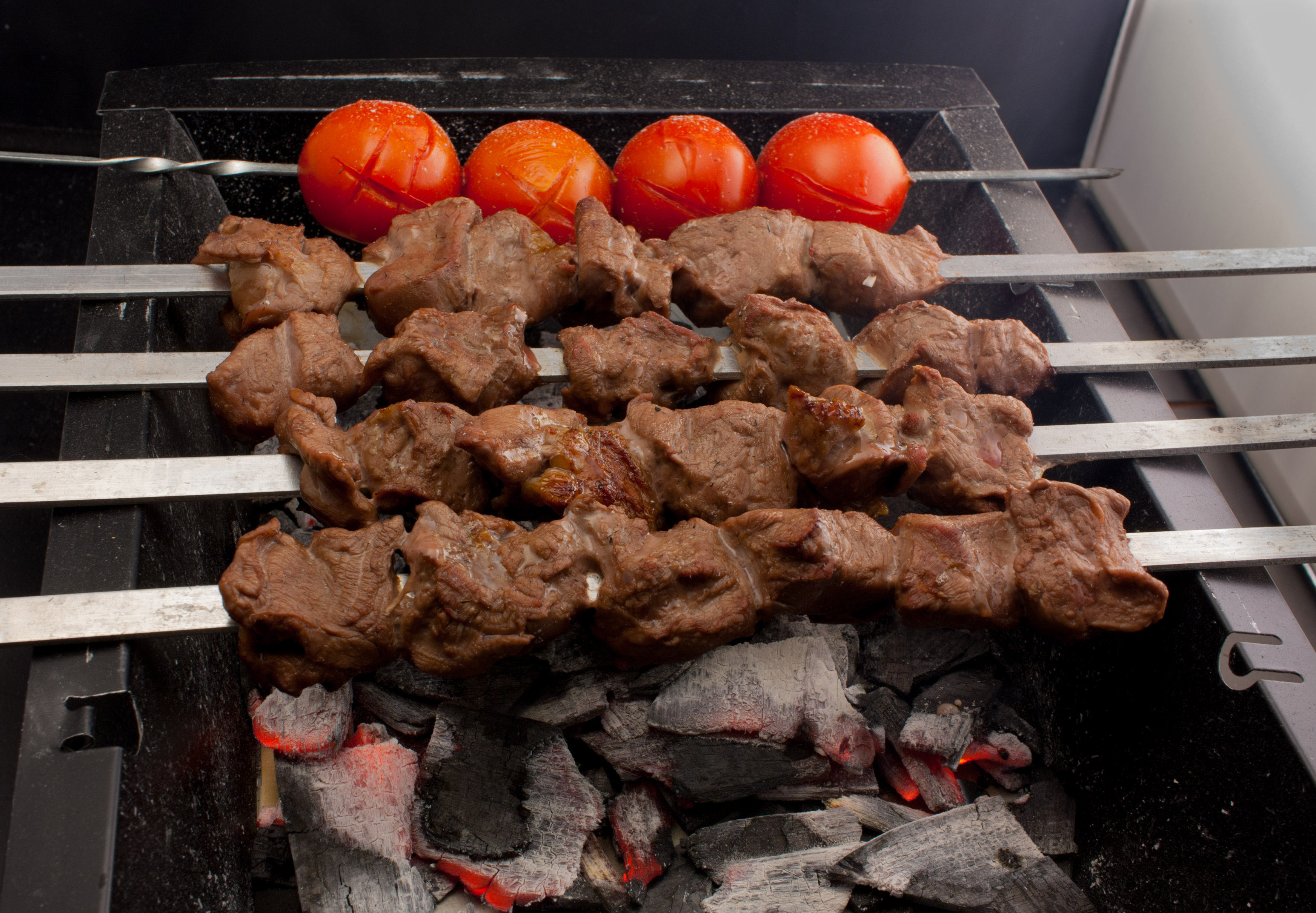
کباب چنجه

از محبوب‌ترین غذاهای گوشتی است که خاستگاه آن خاورمیانه است و پس از مدتی در آناتولی نیز رایج شد، و هم‌اکنون در سراسر جهان یافت می‌شود.
مواد لازم برای این نوع کباب شامل گوشت بره (از قسمت فیله گوشت گوسفند یا گوساله)، روغن زیتون، آب لیمو، نمک و فلفل سیاه می‌شود. گوشت در ترکیب مواد مذکور به اصطلاح خوابانده شده و معمولاً به مدت یک شب در یخچال نگهداری می‌شود تا گوشت ترد گردد. چنجه معمولاً با پلو، گوجه فرنگی کبابی و پیاز خام سرو می‌شود. تلفظ چِنجه در گویش‌های محلی متفاوت است.
چینجه کردن گوشت یا هر ماده دیگری به معنی ریز ریز کردن است به همین خاطر کبابی که از قطعات کوچک گوشت درست می‌شود، کباب چینجه یا به تلفظ فارسی چنجه نام دارد.

## طرز تهیه
ابتدا گوشت را به اندازه ۲ بند انگشت و به ضخامت ۱ سانتیمتر، خرد کنید. آن‌گاه نمک، فلفل و روغن به آن بیفزایید و مخلوط کنید (بهتر است یک شبانه‌روز گوشت در این موادّ خوابانده شود). سپس گوشت را به سیخ بکشید و روی آتش، کباب کنید. حالا قدری کره رویشان بمالید تا کباب خشک نشود.